# Týneček
Týneček (německy Teiniczek) je bývalá obec, nyní městská čtvrť a katastrální území na severním okraji statutárního města Olomouce. Žije zde zhruba 500 obyvatel.

## Historie

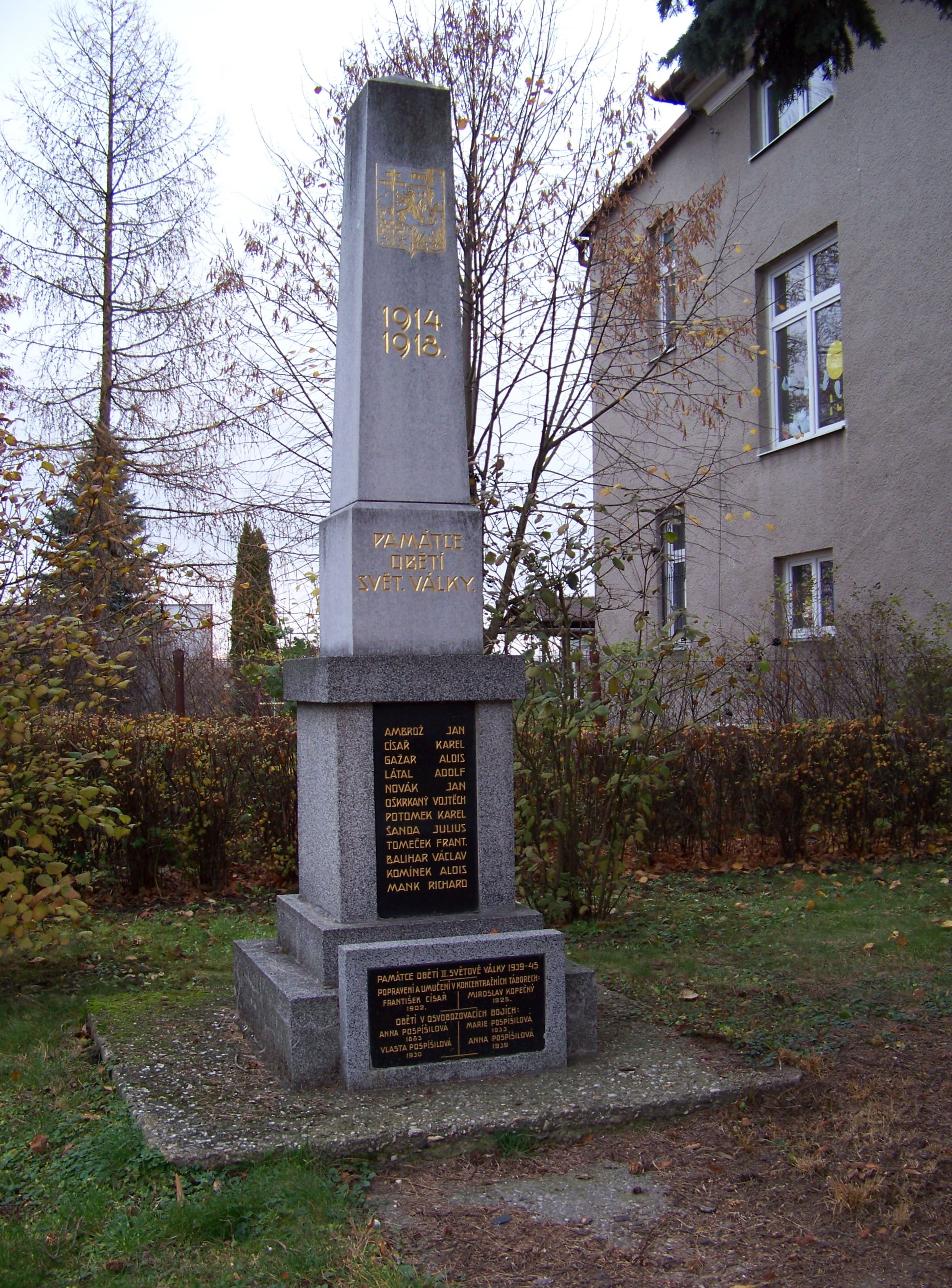
Pomník obětem válek

První písemná zmínka pochází z roku 1263 (Tynczek), kdy ves patřila velehradskému klášteru. Už v roce 1287 ji ale získal klášter Hradisko, který ji dále pronajímal. V mezidobí let 1481 až 1509 byla králem Matyášem Korvínem zabavena a předána Olomouci, klášteru se poté vrátila rozhodnutím krále Vladislava Jagellonského. Od roku 1587 si zdejší usedlosti začali kupovat jezuité a k roku 1665 už vlastnili Týneček celý, zřídili zde pak výnosný hospodářský dvůr. Když byl řád v roce 1773 zrušen, získal Týneček tzv. Studijní fond a dvůr byl roku 1781 rozdělen mezi současné i nové osadníky. Zbývající část Týnečka získal v roce 1824 hrabě Saint Genois.
Pouze na čas, neboť již v roce 1850 se z Týnečka stala samostatná politická obec. Velmi těsné vazby měla ovšem vždy na Chválkovice, kam spadala farností, poštou a do roku 1907 i školou. Šlo o malou českou zemědělskou obec, významnější zde byla jen formanská hospoda u silnice z Olomouce do Šternberka a sladovna, kterou v roce 1870 postavila olomoucká rodina Groagů. Ze spolků zde působil čtenářsko-pěvecký Lumír, několik let ochotnické divadlo Týneček a později i Sokol, větší aktivity se ovšem odehrávaly v sousedních Chválkovicích. V roce 1888 byla na návsi (nyní Blodkovo náměstí) vybudována kaple Neposkvrněného početí Panny Marie, přičemž byl zbořen barokní morový sloup, jenž zde postavili jezuité. Zůstaly z něj jen čtyři sochy, umístěné u kapličky (připomenuty jsou i na obecní pečeti).
Nezachovala se i řada starších domů, protože na konci druhé světové války byla obec značně poškozena dělostřelbou. Po válce zde bylo založeno JZD, které se později sloučilo s družstvem v sousedních Hlušovicích, aby nakonec obě byly součástí velkého družstva se sídlem v Bohuňovicích. K 1. květnu 1974 se Týneček stal součástí města Olomouce.
| Rok      | 1869 | 1880 | 1890 | 1900 | 1910 | 1921 | 1930 |
| -------- | ---- | ---- | ---- | ---- | ---- | ---- | ---- |
| Obyvatel | 249  | 287  | 271  | 251  | 311  | 318  | 375  |
| Domů     | 42   | 43   | 48   | 49   | 51   | 52   | 65   |
| Rok      | 1950 | 1961 | 1970 | 1980 | 1991 | 2001 | 2011 |
| Obyvatel | 380  | 371  | 378  | 412  | 422  | 462  | 472  |
| Domů     | 84   | 81   | 88   | 114  | 132  | 134  | 147  |

1. ↑  Z toho 366 osob národnosti československé a 9 německé.[8]

## Památky a zajímavosti
- boží muka z 19. století u silnice do Hlušovic
- kaple Neposkvrněného početí Panny Marie
- kamenný kříž z roku 1908
- pomník obětem první a druhé světové války
- Lípa svobody

## Doprava
Týnečkem prochází frekventovaná silnice I/46.
Veřejná dopravní obsluha je zajištěna autobusovou linkou MHD č. 31 a příměstskými linkami č. 340, 341 a 921. Zastávka Týneček je v otočce na křižovatce ulic Šternberská a B. Martinů.